# La locura
«La locura» es el primer sencillo del segundo álbum de estudio titulado Otra historia de amor del cantante mexicano Yahir. Salió a mediados del mes de mayo del año 2004 y lanzado por Warner Music Latina.

## Álbum
Warner Music fue la compañía quien lanzó al mercado el disco y este incluye doce temas compuestos por el mismo junto con otros compositores. Este sencillo es el más popular del disco y del mismo artista.
La letra de la canción habla de una relación indeleble en la que no se puede olvidar tan fácil a tal grado de caer en lo extremo.

## Lista de canciones

### CD - Promo[6]
| La locura — Single |             |          |  |
| N.º                | Título      | Duración |  |
| 1.                 | «La locura» | 4:19     |  |

## Posiciones en las listas
| Listas (2004)                              | Posición |
| ------------------------------------------ | -------- |
| Estados Unidos Billboard Hot Latin Tracks  | 10       |
| Estados Unidos Billboard Latin Pop Airplay | 2        |